# 大和市立図書館
大和市立図書館（やまとしりつとしょかん）は、神奈川県大和市にある公共図書館の総称であり、また図書館のひとつの名称でもある。
大和市が設置する図書館には、図書館（本館）、中央林間図書館、渋谷図書館があり、図書室は2室ある。全館の蔵書数は586,553冊で、年間貸出数は1,268,923冊である（2017年度統計）。

## 歴史
前史として1928年（昭和3年）、御大典記念事業として8月に大和村の大和尋常高等小学校に図書館を設置し、また11月には渋谷村の渋谷尋常高等小学校に村立図書館ができたが、渋谷村の図書館は運営していた青年団員が戦地に出て休館した。
渋谷村が町制施行して渋谷町となった後、1949年（昭和24年）11月3日に渋谷町立渋谷図書館が開館。1955年（昭和30年）に渋谷町が分町して南半部が藤沢市に編入され、北半部があらためて渋谷村となり、図書館も図書を藤沢市と分割されて渋谷村図書館となった。1956年（昭和31年）9月に渋谷村が大和町と合併して大和町立渋谷図書館となり、1959年（昭和34年）2月に大和町が大和市となって大和市立渋谷図書館となった後、1968年（昭和43年）10月に大和市立図書館と改称した。
1964年（昭和39年）8月に市民会館に図書室を開設した。
1969年（昭和44年）8月に渋谷文化会館が開館し、大和市立図書館が渋谷小学校から渋谷文化会館2階へ移転した。
1972年（昭和47年）4月に市民会館が中央文化会館と改称し、大和市立図書館が渋谷文化会館から中央文化会館2階へ移転した。
1982年（昭和57年）4月に大和市立図書館が新館へ移転した。
1994年（平成6年）3月、神奈川県央地区の大和市、厚木市、綾瀬市、伊勢原市、海老名市、相模原市、座間市、秦野市、愛川町、清川村の8市1町1村で相互利用協定を締結した。
2010年（平成22年）4月1日、藤沢市と相互利用協定を締結し、7月1日から相互利用が可能となった。
2016年（平成28年）11月に大和市立図書館が文化創造拠点シリウスに移転し、株式会社図書館流通センターを代表企業とし、サントリーパブリシティサービス株式会社、株式会社小学館集英社プロダクション、株式会社明日香、株式会社ボーネルンド、横浜ビルシステム株式会社から構成されるやまとみらいを指定管理者とした。
2017年（平成29年）3月から横浜市との相互利用が始まった。
2018年（平成30年）4月1日にはやまとみらいを指定管理者として中央林間図書館を開館した。
2019年（平成31年）4月1日から渋谷図書館および2つの図書室を含む学習センターの指定管理者をやまとみらいとした。
東京都町田市と2019年（平成31年）4月に相互利用協定を結び、5月15日から実施の予定。

## サービス
図書館の入館や利用はだれでも可能であるが、館外貸出には利用者登録が必要で大和市在住・在勤・在学者が可能なほか、図書館の相互利用協定を結んでいる厚木市、綾瀬市、伊勢原市、海老名市、相模原市、座間市、秦野市、藤沢市、横浜市、愛川町、清川村に在住の場合は利用者登録をすることで図書の貸出ができるようになる。ただし横浜市在住者が相互利用協定によって利用する場合は予約はできない。返却はどの図書館・図書室でも可能なほか、大和市内に返却ポストが9か所設置されていて図書の場合のみ返却が可能になっている。
館外貸出
図書：10冊まで2週間

## 大和市立図書館
大和市立図書館は大和市立の図書館のひとつである。大和駅近くの再開発ビル「YAMATO文化森」内の公共施設「文化創造拠点シリウス（SiRiUS）」にある。条例に定められた本館ではないが、総称としての「大和市立図書館」と区別するため便宜的に本館と呼ばれることがある。

### 施設構造
YAMATO文化森は地上6階・地下1階からなる。1・2階の西側には建物の外から出入りできる店舗等があり、2階南西のデッキ広場には以前この場所にあった大和天満宮が移されている。それらを除いた建物の大部分を図書館・芸術文化ホール・生涯学習センター・屋内子ども広場などからなるシリウスが占めている。東棟（ホール棟）にはメインホールがあり、西棟の3階から5階までに図書館があるほか、1・2階の市施設共用部分にも書架と閲覧席が設けられている。
1階のエントランスにはスターバックス コーヒー ジャパンが直営店を出店しており、公共図書館の建物への出店はみんなの森 ぎふメディアコスモスに続く二例目となる。
大和市はシリウスの来館者数について「図書館や図書館を含む複合施設の年間来館者数としては『日本一』の記録」とし、また東名高速道路に「日本一の図書館の街 大和市」と書かれた横断幕を掲げたが、その一方で図書館の入館者数はカウントせずと報告している。

### サービス
飲食について、図書館およびシリウスの一部の施設で飲み物のみ可としているほか、シリウスの2階市民交流ラウンジや6階市民交流スペース、屋外テラスでは食事も可能となっている。
開館時間
3階：9時00分 - 19時00分
4・5階（平日）：9時00分 - 21時00分
4・5階（日祝）：9時00分 - 20時00分
休館日
12月31日・1月1日

## 大和市立中央林間図書館
大和市立中央林間図書館は大和市立図書館のひとつ。2018年（平成30年）4月1日に中央林間東急スクエア3階に開館。
前身となる林間学習センター図書室は1971年（昭和46年）7月1日に林間文化会館図書室として開館。1976年（昭和51年）に文化会館から図書館の組織に入った。1999年（平成11年）に林間文化会館が林間学習センターと改称されて林間学習センター図書室となり、2018年（平成30年）3月31日に閉館。

### サービス
蓋付きの容器であれば飲み物を持ち込むことができる。また貸出手続きをしていない本を隣接する星乃珈琲店へ持ち込むことができる。
開館時間
10時00分 - 21時00分
休館日
12月31日、1月1日、ビルの全館休業日

## 大和市立渋谷図書館
大和市立渋谷図書館は大和市立図書館のひとつ。1969年（昭和44年）8月1日に開設。1976年（昭和51年）に文化会館から図書館の組織に入った。1999年（平成11年）に渋谷文化会館が渋谷学習センターと改称されて渋谷学習センター図書室となり、2010年（平成22年）3月1日に渋谷学習センターとともに高座渋谷駅前複合ビル「IKOZA（イコーザ）」3階へと移転し、2018年（平成30年）4月1日に渋谷学習センター図書室から大和市立渋谷図書館となった。

### サービス
開館時間
9時00分 - 21時30分
休館日
毎月最終月曜日（休日にあたる場合は前週の月曜日）
年末年始（12月29日から1月3日まで）

## 図書室
つきみ野学習センター図書室
1987年（昭和62年）4月1日、神奈川県大和市つきみ野5-3-5のつきみ野文化会館に分館として開館。1999年（平成11年）につきみ野文化会館がつきみ野学習センターと改称されてつきみ野学習センター図書室となった。
桜丘学習センター図書室
1984年（昭和59年）11月27日、神奈川県大和市福田1−30-1の桜丘文化会館に分館として開館。1999年（平成11年）に桜丘文化会館が桜丘学習センターと改称されて桜丘学習センター図書室となった。